# Edinstveniyat svidetel
Pour plus de détails, voir Fiche technique et Distribution.
Edinstveniyat svidetel (en bulgare : Единственият свидетел) est un film bulgare réalisé par Mikhail Pandoursky, sorti en 1990.

## Fiche technique
- Titre : Edinstveniyat svidetel
- Titre original : Единственият свидетел
- Réalisation : Mikhail Pandoursky
- Scénario : Nikolai Nikiforov (bg)
- Musique : Valéri Milovanski
- Production : Boris Hadjiev
- Pays d'origine : Bulgarie
- Genre : drame
- Date de sortie : 1990

## Distribution
- Oleg Borissov : Hristo Panov
- Kiril Variyski (de) : Totko Stoyanov, le chauffeur de bus
- Liouben Tchatalov (bg) : Vladimir Panov
- Irène Krivochiéva (en) : Sribina Guirguinova
- Katia Tchoukova (bg) : la femme de Hristo
- Sachka Bratanova (bg) : la femme du chauffeur de bus

## Récompenses
- Coupe Volpi pour la meilleure interprétation masculine pour Oleg Borissov à la Mostra de Venise 1990
- Prix Osella d'argent de la meilleure musique pour Valéri Milovanski à la Mostra de Venise 1990